# Cragia adiastola
Cragia adiastola är en fjärilsart som beskrevs av Sergius G. Kiriakoff 1958. Cragia adiastola ingår i släktet Cragia och familjen björnspinnare. Inga underarter finns listade i Catalogue of Life.